# Alexander Alexandrowitsch Besputin
Alexander Alexandrowitsch Besputin (russisch Александр Александрович Беспутин; * 26. April 1991 in Kamensk-Uralski, Oblast Swerdlowsk) ist ein russischer Profiboxer und ehemaliger WBA-Weltmeister im Weltergewicht. Als Amateur wurde er unter anderem 2013 Europameister im Weltergewicht.

## Persönliches
Alexander Besputin wuchs zusammen mit seinem älteren Bruder bei seiner Mutter auf. Sein Vater war bereits verstorben, als Alexander noch zwei Jahre alt war. Er ist verheiratet und lebt seit Oktober 2015 in Oxnard, Kalifornien, Vereinigte Staaten.

## Amateurkarriere
Alexander Besputin begann laut eigener Aussage im Alter von acht oder neun Jahren mit dem Boxen. Er ist Rechtshänder und boxte daher zu Beginn seiner Karriere in der Linksauslage, wechselte aber später in die Rechtsauslage.
2005 gewann er die Goldmedaille bei den Schüler-Europameisterschaften in Russland, 2006 die Silbermedaille bei den Kadetten-Europameisterschaften in Albanien und 2007 eine Bronzemedaille bei den Kadetten-Weltmeisterschaften in Aserbaidschan.
2009 wurde er russischer Jugendmeister im Halbweltergewicht und gewann in dieser Gewichtsklasse auch die Goldmedaille bei den Jugend-Europameisterschaften 2009 in Polen.
Bei den russischen Meisterschaften der Erwachsenen gewann er 2009 Bronze, schied aber 2010 und 2011 jeweils im Viertelfinale aus. In diesem Zeitraum nahm er aber an internationalen Turnieren in Russland, Kasachstan, Serbien und Tschechien teil, wobei er dreimal Gold und zweimal Silber erkämpfte. Er besiegte dabei unter anderem Merei Aqschalow, Evaldas Petrauskas, Hratschik Jawachjan, Zdeněk Chládek und Amin Ghasemipour.
2012 wurde er russischer Meister im Weltergewicht und gewann ein internationales Turnier in Finnland. Er startete daraufhin bei den Europameisterschaften 2013 in Minsk und gewann ebenfalls die Goldmedaille im Weltergewicht. Er hatte dabei Antti Hietala aus Finnland, Souleymane Cissokho aus Frankreich, Tamerlan Abdullajew aus Aserbaidschan, Bogdan Shelestyuk aus der Ukraine und Araik Marutjan aus Deutschland besiegt.
Mit diesem Erfolg war er für die Weltmeisterschaften 2013 in Almaty qualifiziert. Mit Siegen gegen Bjambyn Tüwschinbat und Serdar Hudaýberdiýew erreichte er das Viertelfinale, wo er beim Kampf um den Einzug in die Medaillenränge gegen Gabriel Maestre ausschied. Zudem boxte er 2013/14 auch für das Russian Boxing Team in der World Series of Boxing und blieb in drei Kämpfen unbesiegt.
2014 gewann er im Weltergewicht die Silbermedaille bei den Militär-Weltmeisterschaften in Kasachstan und 2015 ebenfalls die Silbermedaille im Weltergewicht bei den Europaspielen in Baku. Nach Siegen gegen Youba Sissokho, Souleymane Cissokho und Jaroslaw Samofalow, verlor er im Finalkampf gegen Pərviz Bağırov.

## Profikarriere
Nach rund 300 Amateurkämpfen unterzeichnete er im Oktober 2015 einen Profivertrag bei der US-amerikanischen Promotionsfirma Top Rank. Sein Manager ist Egis Klimas. Sein Profidebüt gewann Besputin am 12. Dezember 2015 gegen Fernando Paliza. Nach fünf weiteren Siegen schlug er im April 2017 auch Breidis Prescott sowie im November 2017 den bis dahin unbesiegten Juan Ruiz.
Am 14. September 2018 besiegte er Alan Sanchez beim Kampf um die US-Meisterschaft der USBA im Weltergewicht. Im Dezember desselben Jahres verteidigte er den Titel gegen Juan Abreu. Eine weitere Titelverteidigung gewann er im April 2019 gegen Alfredo Blanco.
Am 30. November 2019 gewann er in Monte-Carlo den Weltmeistertitel der WBA durch einen einstimmigen Punktsieg gegen den bis dahin ebenfalls ungeschlagenen Radschab Butajew. Die Monaco Boxing Federation hob das Kampfurteil jedoch am 6. Oktober 2020 auf, da Besputin nach dem Kampf positiv auf das verbotene Dopingmittel Ligandrol getestet worden war. Die WBA hatte Besputin den WM-Titel bereits im Juli 2020 entzogen, nachdem die A-Probe im Januar und auch die B-Probe im Juni positiv ausgefallen war. Darüber hinaus wurde er mit einer sechsmonatigen Wettkampfsperre belegt.